# Рибейра-Бранка
Рибе́йра-Бра́нка (порт. Ribeira Branca) — район (фрегезия) в Португалии, входит в округ Сантарен. Является составной частью муниципалитета Торриш-Новаш. По старому административному делению входил в провинцию Рибатежу. Входит в экономико-статистический субрегион Медиу-Тежу, который входит в Центральный регион. Население составляет 724 человека на 2001 год. Занимает площадь 7,73 км².